# جيمي أرنولد (كرة سلة)
جيمي أرنولد (بالعبرية: ג'יימי ארנולד‏) (بالإنجليزية: Jamie Arnold)‏ مواليد 10 مارس 1975 في أوك بارك، هو لاعب كرة سلة أمريكي معتزل. بدأ مسيرته الاحترافية في سنة 1997. يبلغ طوله 6 قدم 8 بوصة (2.0 م). اعتزل اللعب في 2011.

## المسيرة الاحترافية
لعب مع جوفينتوت بادالونا في الدوري الإسباني من سنة 2003 إلى 2005، ثم لعب مع مكابي تل أبيب لكرة السلة من سنة 2005 إلى 2007، ثم لعب مع فيرتوس بالاكانسترو بولونيا في سنة 2008.

## روابط خارجية
- جيمي أرنولد على موقع الدوري الأوروبي لكرة السلة (الإنجليزية)
- جيمي أرنولد على موقع الدوري الإسباني لكرة السلة (الإسبانية)
- جيمي أرنولد على موقع كلية كرة السلة في سبورتس رفرنس.كوم (الإنجليزية)
- جيمي أرنولد على موقع ريلجم (الإنجليزية)
- جيمي أرنولد على موقع بروبوليرز (الإنجليزية)
- جيمي أرنولد على موقع سبورتس رفرنس (الإنجليزية)